# تپه صیادآباد
تپه صیاد آباد مربوط به دوره اشکانیان - دوره ساسانیان است و در شهرستان گرمی، بخش انگوت، دهستان انگوت شرقی، روستای صیادآباد واقع شده و این اثر در تاریخ ۲۷ اسفند ۱۳۸۶ با شمارهٔ ثبت ۲۲۶۲۳ به‌عنوان یکی از آثار ملی ایران به ثبت رسیده است.